# H.NAOTO
Naoto Hirooka (廣岡 直人?), más conocido como h.NAOTO es un diseñador japonés de moda vanguardista. Se graduó del Bunka Fashion College (文化服装学院 Bunka Fukuso Gakuin?), en 1999 se unió a S-inc. y el año siguiente lanzó su marca de ropa. El estilo del diseño de sus trajes y accesorios puede clasificarse como punk y gothic lolita.
A diseñado la vestimenta para diferentes bandas y músicos como Ayabie, Psycho le Cému, Gackt, S.K.I.N., Marbell, y Hangry & Angry. También diseñó el traje de noche que usó Amy Lee de Evanescence para la cuadragésima sexta entrega de los premios Grammy.